# Commune rurale de Porvoo
La commune rurale de Porvoo (finnois : Porvoon maalaiskunta, abrev. Porvoon mlk) est une ancienne municipalité du Päijät-Häme en Finlande,.

## Histoire
En 1997, la commune rurale de Porvoo a fusionné avec Porvoo. 
Au 1er janvier 1996, la superficie de la commune rurale de Porvoo était de 635,3 km2 et au 31 décembre 1996 elle comptait 22 343 habitants.
Les municipalités voisines étaient Askola, Myrskylä, Pernaja), Pornainen et Sipoo.